# Sargus yerbabuena
Sargus yerbabuena är en tvåvingeart som beskrevs av Norman E. Woodley 2001. Sargus yerbabuena ingår i släktet Sargus och familjen vapenflugor. Inga underarter finns listade i Catalogue of Life.